# Monte Val di Fibbia
Il Monte Val di Fibbia (1.577 m s.l.m.) è una delle ultime cime settentrionali dei Monti Sibillini, le sue falde digradano verso le colline dell'alto Maceratese ponendo fine alla catena montuosa.
Amministrativamente la cima era situata sul confine tra i territori di Fiastra e Acquacanina, ora accorpati in un comune unico.

## Morfologia
Il monte Val di Fibbia si trova all'estremità settentrionale del crinale ovest che si stacca dal massiccio del Monte Rotondo, più esattamente dalla cima Croce di Monte Rotondo.
A nord digrada lievemente verso le colline di Fiastra e Fiordimonte, mentre il versante occidentale si adagia sugli altipiani di Cupi (territorio exclave di Visso).
A sud-est si affaccia con pareti di roccia sulla valle del Rio Sacro. Da questa parte scende il fosso Val di Fibbia, affluente sinistro del Rio Sacro. Inoltre in questa zona si rintracciano i ruderi di quella che fu l'Abbazia di San Salvatore di Rio Sacro.
La propaggine settentrionale è solcata da tre vallate con direzione sud-nord: la più occidentale è denominata Valle di Campobonomo, quella centrale Valle Trocca, e quella più orientale, che è la più breve e scoscesa, è la Costa dell'Acquarda. La falda centrale racchiusa tra la Valle Trocca e quella di Campobonomo, è un lieve pendio che dalla cima di Valdifibbia digrada fino a Fiastra, e prende il nome di Monte Coglia. Questo parte è attraversata dalla strada che da Fiastra sale al ripetitore per poi congiungersi nei pressi dei Piani di Pao con la strada che da Casali di Ussita sale alla forcella del Fargno.